# Luis Martínez Mont
Luis Martínez Mont (n. Huehuetenango, Guatemala 1901 - m. Lima, Perú) fue un pedagogo guatemalteco;  uno de los discípulos predilectos del psicólogo infantil suizo Jean Piaget y asesor pedagógico del cineasta norteamericano Walt Disney. También fue amigo personal y compañero de estudios del presidente guatemalteco Juan José Arévalo.

## Biografía
Compañero de estudios de Juan José Arévalo desde los 17 años, con quien fueron discípulos del profesor Miguel Morazán en la Escuela Normal Central para Varones. Martínez Mont no era admirador del gobierno del entonces presidente de Guatemala, licenciado Manuel Estrada Cabrera, lo que quedó claro cuando se negó a firmar una carta llena de elogios que el director del plantel envió al Presidente en 1918, con motivo del fin de la Primera Guerra Mundial.
Martínez Mont y Arévalo fueron desde entonces entrañables amigos; estudiaron juntos magisterio y para 1923 ya eran profesores ejemplares en la Escuela Normal Central para Varones. También se embarcaron en la creación de una revista literaria, que llamaron Alba y aunque sólo tuvo cuatro números, publicó textos de los reconocidos escritores guatemaltecos Rafael Arévalo Martínez, Flavio Herrera y Carlos Wyld Ospina. En 1927, como parte de su proyecto educativo, el gobierno del general Lázaro Chacón había convocado a un concurso para docentes, donde los mejores serían premiados con becas para estudiar pedagogía en el extranjero; ambos ganaron: Martínez Mont partió hacia Suiza y Arévalo hacia Argentina.
Cinco años más tarde, recién concluida la licenciatura y empezando el doctorado, Martínez tenía ya un sitio importante entre los pedagogos: Jean Piaget, el más destacado psicólogo infantil de su tiempo, le había elegido para que le ayudara con su investigación.

## Estudios con Jean Piaget

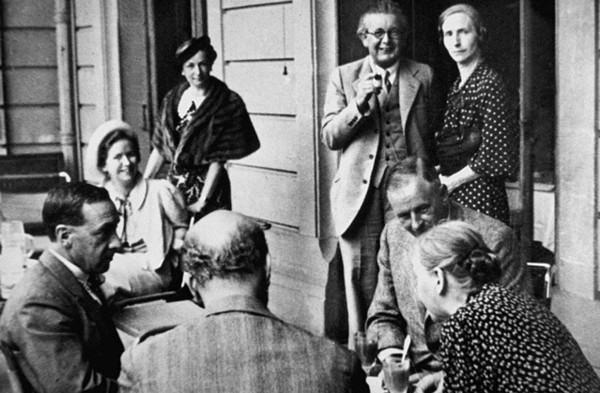
Jean Piaget con su esposa en una conferencia en 1932. En ese año Martínez Mont escribió el primer capítulo del libro de Piaget titulado El juicio moral en el niño.

En la década de los años treinta del siglo XX, en Europa los intelectuales debatían sobre la forma en la que los seres humanos adquieren juicios morales. El sociólogo Emile Durkheim había dicho que es la sociedad la encargada de regular los comportamientos y que es el miedo al castigo el principal inhibidor de la conducta. Pero Piaget pensaba que aunque la sociedad juega un papel importante, no se podía dejar de lado la autonomía de la conciencia, el razonamiento de todo ser humano. En su intento por demostrarlo seleccionó a siete de sus mejores estudiantes entre ellos el guatemalteco Luis Martínez Mont. «Desde los primeros días comprobó su superioridad cultural sobre todos nosotros» escribiría más tarde Arévalo en sus memorias.
El año 1932 estuvo lleno de altos y bajos para Martínez: por un lado, Piaget publicó el libro El juicio moral en el niño, en el que Martínez escribió el primer capítulo; pero por otro, llegaban malas noticias desde Guatemala: el Gobierno de Jorge Ubico había decidido recortarles la pensión que les enviaba mensualmente y que les servía para dedicarse a estudiar de lleno. En un principio recibían Q175 mensuales pero ahora se les entregarían solo Q116; esta reducción obedeció a los cambios en educación que hizo el general Ubico, quien no prosiguió el proyecto de restructuración que habían iniciado los generales José María Orellana y Lázaro Chacón. Ante esta situación, desde Suiza escribía largas cartas a Arévalo contándole que contemplaba incluso la posibilidad de renunciar a la beca y trabajar en una organización internacional. «Luis estaba en un país europeo, rodeado de gente tacaña hasta la crueldad», escribió años después Arévalo, «por esta causa sus estudios se resintieron. Sus cartas explicándomelo fueron realmente dramáticas». Para poder concluir el doctorado, Martínez Mont tuvo que aceptar un empleo en la Organización Internacional del Trabajo (OIT) y eso supuso que tardara más de la cuenta.

## Retorno a Guatemala
Mientras tanto en Guatemala todos le esperaban con ansias,. Al regresar en febrero de 1935, después de 8 años y medio en Europa, se encontró con una Guatemala que soñaba con el desarrollo y que todavía no imaginaba que Ubico se transformaría en dictador. De inmediato fue nombrado jefe de la Sección de Enseñanza Normal. También se adentró en el proyecto de la Facultad de Humanidades; pero aún y cuando consiguieron que un buen grupo de profesores aceptara trabajar gratis y por ello la propuesta que llevaron al presidente Ubico requería sólo de Q285 mensuales, este se negó a la formación de la nueva facultad.
La situación en Guatemala se complicaba para los intelectuales ya que sus proyectos morían antes de nacer; en secreto, Martínez, Arévalo y dos amigos más prometieron marcharse y «servir a Guatemala desde fuera, pero servirla limpios de culpa, pues el país era cada día más una cárcel. Los cementerios crecían a velocidad inusitada, el magisterio estaba intimidado«». Pero salir no era sencillo en esa época y había que armar un plan. Por esos días a Martínez Mont lo invitaron a un viaje a Washington como parte de una delegación oficial, y concluyeron que era una oportunidad única para marcharse; el mismo Martínez pensó que desde Estados Unidos sería sencillo volar a Suiza y retomar sus contactos. Arévalo también ideó un plan: enviarle un telegrama a Ubico para informarle que iría a visitar a unos amigos a Argentina y que estaría fuera solo unos días. Ambos prometieron escribirse algún texto cifrado para confirmar que era seguro partir; el primero en hacerlo fue Luis, quien redactó desde Washington: «Johnny Walker. Todo va bien. No dejes pasar el mes de septiembre sin demostrar que tienes grande la quijada. Salú che». Arévalo entendió el mensaje como una invitación a marcharse; pero cuando apenas estaba llegando a Buenos Aires se enteró de que Martínez no voló a Suiza sino de vuelta a Guatemala, a integrarse en el gabinete de Ubico y unos meses después le habían nombrado director de la Escuela Normal Central para Varones. «Aquella enigmática carta desde Washington insinuándome que aprovechara el mes de septiembre para abandonar el país, aparecía ahora con los visos de un empujón a fin de que yo dejara el campo vacío», escribió Arévalo, «no me lo expliqué nunca».
Aunque sus colegas lo resintieron, los alumnos de la Escuela Normal agradecieron su gesto de quedarse en Guatemala; en 1938, no obstante, la institución fue militarizada por el gobierno y sufrió la rigidez dictatorial de la época.

## Después de la Revolución de octubre de 1944

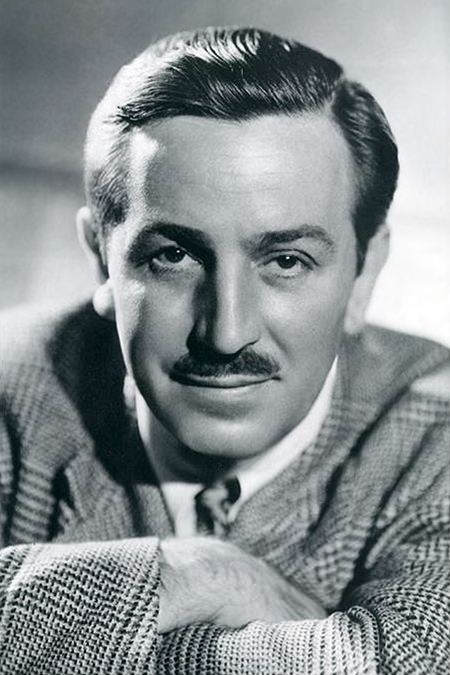
Walt Disney, productor de cine norteamericano. Contrató a Martínez Mont como asesor pedagógico tras el exilio de este de Guatemala en 1944.

Luego de la Revolución del 20 de octubre de 1944 que derrocó al gobierno de Federico Ponce Vaides, Arévalo regresó a Guatemala y fue elegido Presidente de la República; Martínez Mont, por su parte, salió al exilio, junto a muchos otros colaboradores del gobierno de Ubico. Martínez Mont y su familia emigraron a Nueva York. Pasaron dos años en aquel lugar hasta que Luis recobró sus lazos con la OIT y obtuvo un contrato en Ginebra; por esos días también recibió una invitación muy importante: Walt Disney lo contrató como asesor pedagógico. Más tarde la OIT le envió a Brasil y después a Perú.

## Muerte
Martínez Mont murió en Lima, Perú. El gobierno del coronel Carlos Castillo Armas envió a un grupo de cadetes para que repatriaran el cuerpo con honores.